# Anna Marie z Erdődy

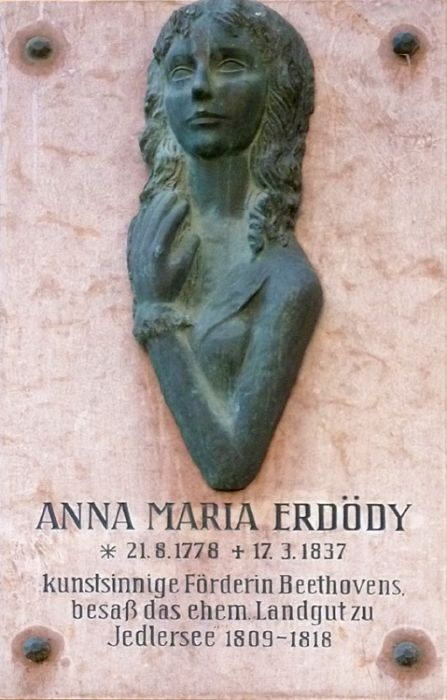
Hraběnka Marie Erdődyová na komemorativní desce na rodovném panství Jedlesee, kde pod jejím patronátem pobýval Beethoven.

Anna Marie hraběnka z Erdődy rozená Niczky (maďarsky Erdődy Anna Mária, 8. září 1779, Arad (Banát) – 17. března 1837, Mnichov) byla hraběnka z uherského šlechtického rodu Erdődyů.

## Život
6. června 1796 se provdala za uherského hraběte Petra z Erdödy a manželé spolu měli dvě dcery a syna.
Hraběnka Anna Marie z Erdődy byla jednou z nejbližších důvěrnic Ludwiga van Beethovena. Poskytovala skladateli roční rentu získanou od členů vysoké rakouské šlechty. Beethoven hraběnce věnoval čtyři ze svých pozdějších komorních skladeb (Violoncellové sonáty č. 4 a 5) a je možné, že byla jednou z možných adresátek Beethovenova dopisu své "Nehynoucí lásce".